# Koródi József
Koródi József (Dicsőszentmárton, 1914. június 22. – Kolozsvár, 2000. január 22.) tanár, muzeológus, restaurátor.

## Életútja
Édesapja kovácsmester volt Dicsőszentmártonban, édesanyja háztartásbeli. Apja kovácsműhelyében sokat dolgozott, számos szakmai fogást sajátított itt el, igazi ezermesternek számított. Középiskoláit a marosvásárhelyi és a sepsiszentgyörgyi Református Kollégiumban végezte (1932), főiskolai tanulmányokat Kolozsvárt és Iași-ban folytatott, ahol történelem-földrajz szakos tanári diplomát szerzett (1938).
Kolozsvárt tanár, igazgató a Farkas utcai Pedagógiai Középiskolában (1940–58), közben 1950-ben politikai koncepciós perbe került, másfél évi kényszermunkára ítélték,  amelyet a Dunát a Fekete-tengerrel összekötő csatorna építésénél töltött le, hazakerülve Kolozsvárra ismét folytatni tudta tanári munkáját a régi helyen, de csak 1958-ig, ekkor az 1956-os magyar forradalmat követő erdélyi „tisztogatások” során elbocsátották állásából, a továbbiakban modellasztalosként kereste meg kenyerét a Tehnofrig gépgyárban (1958–61). 1962-ben bekerült restaurátornak az Erdélyi Történeti Múzeumba, majd tudományos főkutató, végül a restaurátori laboratórium vezetője lett nyugalomba vonulásáig (1977).

## Történelmi, restaurátori munkája
A középkor és újkor története (Kolozsvár, 1947) c. középiskolai tankönyv szerzője; részt vett román történelmi tankönyvek magyarra fordításában. Első restaurálással kapcsolatos szakcikkét a bukaresti Revista Muzeelor közölte (1965). Restaurátori ismereteit Csehszlovákiában (1967), Magyarországon (1968) és Franciaországban (1971) gyarapította, részt vett az Erdélyi Történeti Múzeum kölni, római és belgrádi kiállításainak rendezésében, valamint a bukaresti Történeti Múzeum munkálataiban. Szakmai eredményeit a Revista Muzeelor mellett Acta Musei Napocensis hozta nyilvánosságra.
Az általa vezetett kolozsvári restaurátor műhely romániai viszonylatban a legjobbak közé tartozott, közel húsz fő dolgozott Koródi műhelyében, számos más múzeumnak is dolgoztak. Kórodi meghonosította a tudományos igényű tárgyrestaurálást. Főbb restaurátori munkáiból:
- Kelta sisak restaurálása (1965);
- Dák pajzs restaurálása (1967);
- A várhelyi "Decebalus per Scorilo" feliratú kultikus dák edény restaurálása;
- A bukaresti múzeum számos ékszerének restaurálása;
- A nagyváradi múzeum ezüst vázájának restaurálása;
- A konstancai múzeum római mozaikjának restaurálása;
- Sarmigetusa-ban feltárt római mozaik restaurálása (1977 után, nyugdíjas korában).[1]